# کوساتسو، گونما
کوساتسو، گونما (به لاتین: Kusatsu, Gunma) یک منطقهٔ مسکونی در ژاپن است که در استان گونما واقع شده‌است. کوساتسو ۴۹٫۷۵ کیلومتر مربع مساحت و ۶٬۵۳۷ نفر جمعیت دارد.

## خواهرخوانده
شهر بیتیگهایم-بیسینگن خواهرخواندهٔ کوساتسو، گونما هست.